# Centemopsis conferta
Centemopsis conferta är en amarantväxtart som först beskrevs av Schinz, och fick sitt nu gällande namn av Karl Suessenguth. Centemopsis conferta ingår i släktet Centemopsis och familjen amarantväxter. Inga underarter finns listade i Catalogue of Life.